# التايكوندو في الألعاب الأولمبية الصيفية 2024
تقام منافسات التايكوندو في دورة الألعاب الأولمبية الصيفية 2024 في باريس في الفترة من 7 إلى 10 أغسطس في قطاع القصر الكبير.   حيث يتنافس 128 من مقاتلي التايكوندو، مع توزيع متساوي بين الرجال والسيدات، عبر ثماني فئات وزن مختلفة (أربعة لكل جنس) في الألعاب، وهو نفس العدد مثل النسخ السابقة منذ بكين 2008. تتكون كل فئة وزن من ستة عشر مقاتلاً من مقاتلي التايكوندو. ومع ذلك، قد يرتفع هذا الرقم إذا تمت دعوة رياضيين إضافيين واختيارهم من الفريق الأولمبي للاجئين.